# Eutonia barbipes
Eutonia barbipes là một loài ruồi trong họ Limoniidae. Chúng phân bố ở miền Cổ bắc.
- Tư liệu liên quan tới Eutonia barbipes tại Wikimedia Commons